# Spoorlijn Roosendaal - Vlissingen
De Zeeuwse Lijn, ook wel Lijn F of Staatslijn F is de volgens de Wet op de Aanleg van Staatsspoorwegen van 18 augustus 1860 door de Staat der Nederlanden aangelegde spoorweg die de steden Vlissingen, Middelburg, Goes en Bergen op Zoom verbindt met Roosendaal. De spoorlijn kon worden aangelegd na de aanleg van de Sloedam en de Kreekrakdam, waarmee de eilanden Walcheren en Zuid-Beveland een verbinding over land kregen met de rest van Nederland. De lijn telt twee grote spoorbruggen: Een over het Kanaal door Zuid-Beveland en een over het Schelde-Rijnkanaal. Laatstgenoemde vaarverbinding werd ruim 100 jaar na de spoorverbinding geopend.

## Geschiedenis
Het eerste deel, Roosendaal – Bergen op Zoom, werd geopend op 23 december 1863 en was de derde spoorlijn die door de Staatsspoorwegen in haar eerste jaar van bestaan in exploitatie werd genomen. Een kleine vijf jaar later op 1 juli 1868, werd de lijn verlengd tot Goes en tussen 1 maart 1872 en 1 september 1873 werd in drie etappes het eindpunt Vlissingen bereikt.
In Vlissingen bestond aansluiting op de veerdienst naar Engeland, geëxploiteerd door de Stoomvaart Maatschappij Zeeland. Deze veerdienst werd opgericht naar aanleiding van de aanleg van de spoorlijn. De Zeeuwse lijn was hiermee een belangrijke schakel in de snelste verbinding tussen Berlijn en Londen. Vooral in de periode tot de Eerste Wereldoorlog reden rechtstreekse boottreinen tussen Vlissingen en Berlijn. Diverse vorsten en diplomaten maakten vanwege het comfort gebruik van deze treinen. Het station van Vlissingen kende om deze reden zelfs een koninklijke wachtkamer. Na de Eerste Wereldoorlog kwam de nadruk meer op het toeristenvervoer te liggen. Al voor de Tweede Wereldoorlog werd de veerdienst wegens oorlogsdreiging gestaakt. Na de Tweede Wereldoorlog werden de belangrijkste veerverbindingen met Engeland naar Hoek van Holland verplaatst en verdwenen de boottreinen definitief uit Vlissingen.
Naast het internationale belang, was de Zeeuwse lijn uiteraard ook van belang voor de regio. Vanuit Goes werden in 1927 door de Spoorweg-Maatschappij Zuid-Beveland dan ook drie aansluitende tramlijnen aangelegd. Een naar Hoedekenskerke en Borssele, een lijn naar Wemeldinge en een naar Wolphaartsdijk. De komst van de autobus zorgde er echter voor dat nog geen vijf jaar later de diensten op deze lijnen alweer drastisch werden ingekrompen en na de Tweede Wereldoorlog was het al snel gedaan met de reizigersdienst op deze lijnen. Het goederenvervoer bleef nog wel enkele jaren bestaan, voornamelijk voor het vervoer van landbouwproducten. Het traject ‘s Heer Arendskerke – Hoedekenskerke werd in 1966 onderdeel van de eerste Sloelijn. De lijn naar Hoedekenskerke wordt sinds 1972 geëxploiteerd als museumlijn door de stoomtrein Goes - Borsele.
Tijdens de Watersnood van 1953 kwam een deel van de Zeeuwse lijn onder water te staan. Nabij Kruiningen was een stuk spoorlijn waar alleen bij laagwater treinen konden rijden. Dit lijngedeelte stond toen bekend als badkuipspoorweg.
De lijn Roosendaal – Vlissingen werd in 1956 geëlektrificeerd. Sindsdien rijden er rechtstreekse elektrische treinen via Rotterdam naar Amsterdam. Tot mei 1994 reden er ook rechtstreekse treinen via Breda en Arnhem naar Zwolle. Na het invoeren van de nieuwe consequente dienstregeling van Spoorslag '70 reed over de Zeeuwse lijn het ene half uur een intercity richting Rotterdam en Amsterdam en het andere half uur een stoptrein die na Roosendaal als intercity doorreed naar Zwolle. Vanaf eind jaren 80 werd deze laatstgenoemde dienst steeds vaker opgesplitst. In mei 1994 reed de laatste rechtstreekse trein tussen Vlissingen en Zwolle.
In de herfst van 2023 werden talrijke spoorverzakkingen vastgesteld als gevolg van de overvloedige regen in de maand november. Het grootste deel van de lijn bevindt zich op kleigrond. De verzakkingen kwamen voor tussen Rilland-Bath en Arnemuiden, maar initieel moest de hele spoorlijn eerst onderzocht worden en was er een snelheidsbeperking opgelegd voor de hele spoorlijn. Hierdoor moest de treindienst ingekrompen worden tot een stoptrein per uur met beperkte snelheid. Na herstelwerkzaamheden in december kon de volledige dienstregeling hersteld worden. In januari 2024 zullen de laatste spoorverzakkingen die de treinsnelheid beperken hersteld worden.

## Stations
Net als langs de andere spoorlijnen van de eerste staatsaanleg verschenen ook langs Staatslijn F de standaardstations van de Staatsspoorwegen. Station Vlissingen Souburg is het enige station aan deze spoorlijn dat niet tijdens of vlak na de opening van het traject in gebruik is genomen. De voorstadshalte werd geopend in 1986. Tot aan de Tweede Wereldoorlog had Vlissingen ook twee stations, waarvan Vlissingen Haven op de locatie van het huidige station Vlissingen lag; station Vlissingen Stad werd gesloten. Ook voor een aantal kleinere stations, waaronder die van 's-Heer Arendskerke, Wouw en Woensdrecht, viel in de loop der jaren het doek.
Van de oorspronkelijke stationsgebouwen zijn er langs Staatslijn F opvallend veel bewaard gebleven. De gebouwen van Middelburg, Arnemuiden, Kapelle-Biezelinge, Kruiningen-Yerseke en Krabbendijke stammen uit het jaar van opening, hoewel aan deze stations diverse kleine en grote verbouwingen hebben plaatsgevonden.
Hieronder een overzicht van alle stations langs de lijn (cursief: voormalig station):
| Station             | Geopend | Huidig gebouw                                                            |
| ------------------- | ------- | ------------------------------------------------------------------------ |
| Roosendaal          | 1854    | 1949, NS, 3e gebouw, uniek ontwerp van Van Ravesteyn                     |
| Wouw                | 1863    | geen, gebouw gesloopt in 1961, station gesloten in 1940 en van 1938-1940 |
| Bergen op Zoom      | 1863    | 1971, NS, 2e gebouw, uniek ontwerp van Douma                             |
| Woensdrecht         | 1868    | geen, gebouw gesloopt in 1944, station gesloten in 1938                  |
| Rilland-Bath        | 1872    | geen, gebouw gesloopt in 2006                                            |
| Krabbendijke        | 1868    | 1863, SS, 1e gebouw, type SS 5e klasse                                   |
| Oostdijk            | 1868    | geen, station gesloten                                                   |
| Kruiningen-Yerseke  | 1868    | 1863, SS, 1e gebouw, type SS 5e klasse                                   |
| Vlake               | 1870    | geen, gebouw gesloopt in 1960, station gesloten in 1933                  |
| Kapelle-Biezelinge  | 1868    | 1863, SS, 1e gebouw, type SS 5e klasse                                   |
| Goes                | 1868    | 1982, NS, 2e gebouw, uniek ontwerp van Van der Gaast                     |
| 's-Heer Arendskerke | 1872    | geen, gebouw gesloopt in 1963, station gesloten in 1946 en van 1938-1945 |
| Lewedorp            | 1877    | geen, gebouw gesloopt in 1965, station gesloten in 1946 en van 1938-1945 |
| Arnemuiden          | 1872    | 1871, SS , 1e gebouw, type SS 4e klasse                                  |
| Middelburg          | 1872    | 1870, SS , 1e gebouw, type SS 3e klasse                                  |
| Oost Souburg        | 1872    | geen, gebouw gesloopt in 1954, station gesloten in 1945                  |
| Vlissingen Souburg  | 1986    | geen, gebouw gesloopt in 2007                                            |
| Vlissingen Stad     | 1872    | geen, gebouw gesloopt in 1950, station gesloten in 1894                  |
| Vlissingen          | 1873    | 1950, NS, 3e gebouw, uniek ontwerp van Van Ravesteyn                     |

## Dienstregeling

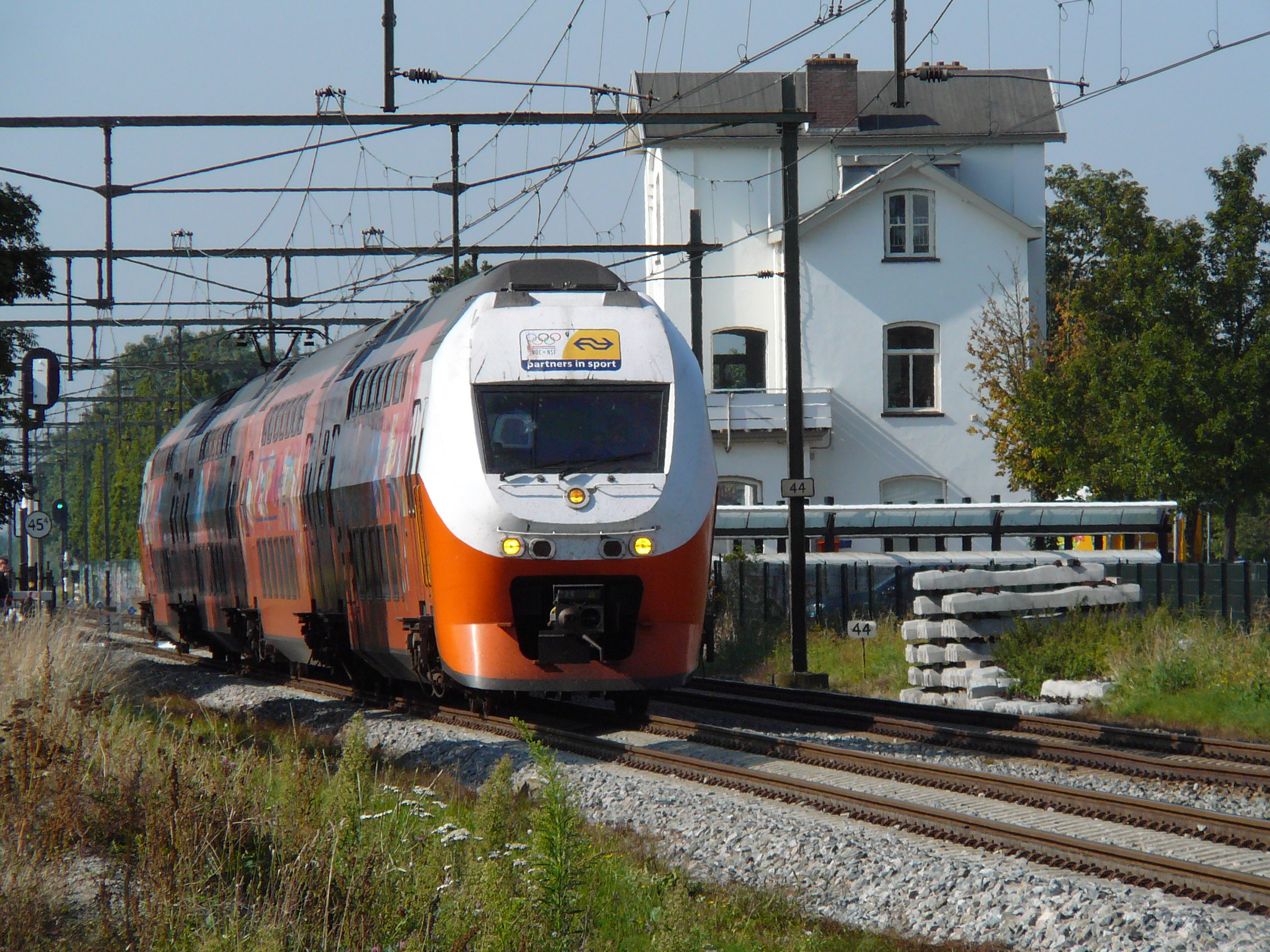
VIRM-treinstel 9525 vertrekt op 19 september 2008 als stoptrein van Vlissingen naar Roosendaal vanaf het station Kapelle-Biezelinge. Rechts staat het oorspronkelijke stationsgebouw uit 1868

Voor passagiers rijden er 1x per uur een sprinter en 2x per uur een intercity over de Zeeuwse Lijn. De stations Vlissingen, Vlissingen Souburg, Middelburg, Arnemuiden, Goes, Kapelle-Biezelinge, Kruiningen-Yerseke, Krabbendijke, Rilland-Bath, Bergen op Zoom en Roosendaal worden bediend volgens het treinserietabel hieronder.
In 2006 werden de stoptreinstations (Arnemuiden, Kapelle-Biezelinge, Krabbendijke en Rilland-Bath) met sluiting bedreigd. Omdat de dorpen daarmee hun aansluiting op het spoorwegnet kwijt zouden zijn, werd de leefbaarheid van deze dorpen, waarin veel forensen wonen, bedreigd: vervoer naar werk en met name onderwijsinstellingen zou aanmerkelijk langer duren waarmee ontvolking dreigde. In de dienstregeling 2013 is de Beneluxtrein, die in Roosendaal aansluiting gaf op de vroegere stoptrein naar Vlissingen opgeheven. Om te voorzien in die leemte rijdt met ingang van de dienstregeling 2013 de vroegere intercity Amsterdam-Dordrecht door naar Roosendaal en vandaar als stoptrein naar Vlissingen, en in 2013 is ook de intercity Vlissingen-Amsterdam (eveneens met ingang van de dienstregeling 2013 Vlissingen-Lelystad) op de Zeeuwse lijn stoptrein geworden.
Naast passagierstreinen rijden er veel goederentreinen over de lijn. Deze goederentreinen hebben als belangrijkste bestemming het haven- en industriegebied Vlissingen-Oost (Sloegebied). Het Sloegebied is vanaf de Zeeuwse lijn te bereiken via een aftakking ten westen van Goes, de zogenaamde Sloelijn. In 1966 werd de eerste Sloelijn geopend. Deze lijn maakte voor een belangrijk deel gebruik van de oude tramlijn Goes - Hoedekenskerke - Goes. De spoorlijn liep hierdoor vlak langs bebouwd gebied en kende veel overwegen. In 2008 werd de nieuwe Sloelijn geopend. Dit nieuwe traject heeft ongelijkvloerse kruisingen en is geëlektrificeerd.
| Serie | Treinsoort     | Route | Bijzonderheden |
| ----- | -------------- | --- | --- |
| 2200  | Intercity (NS) | Amsterdam Centraal – Amsterdam Sloterdijk – Haarlem – Leiden Centraal – Den Haag HS – Delft – Schiedam Centrum – Rotterdam Centraal – Dordrecht – Roosendaal – Vlissingen | Rijdt op weekdagen overdag 1x/uur en vormt een halfuurdienst met series 2300 (tussen Amsterdam Centraal en Roosendaal) en 6500 (tussen Roosendaal en Vlissingen). 's Avonds en in het weekend rijdt deze serie 2x/uur. |
| 2300  | Intercity (NS) | Amsterdam Centraal – Amsterdam Sloterdijk – Haarlem – Leiden Centraal – Den Haag HS – Delft – Schiedam Centrum – Rotterdam Centraal – Dordrecht – Roosendaal – Vlissingen | Rijdt alleen op weekdagen overdag en rijdt 1x/uur. Vormt tussen Amsterdam Centraal en Roosendaal een halfuursdienst met serie 2200. 's Avonds en in het weekend rijdt serie 2200 2x/uur.                               |
| 6500  | Sprinter (NS)  | Roosendaal – Bergen op Zoom – Goes – Middelburg – Vlissingen | Rijdt doordeweeks 1x per uur. Rijdt niet 's avonds en in het weekend. |